# 契丹萧姓
契丹萧姓是指辽朝时，多个契丹氏族使用的汉姓，包括述律、拔里、乙室已、迭剌、乌隗、瓯昆、蔑古乃、楮特等契丹姓氏:89。仅在汉文中使用，契丹文中并不存在契丹萧姓这一个概念:58。
以《辽史》为代表的汉文文献中，称辽代契丹人姓氏，仅有耶律氏和萧氏。辽朝皇族称耶律氏。辽朝皇后家等族则多为萧氏，出于述律氏、拔里氏、乙室已氏三个氏族。以契丹大字、小字书写的契丹人墓志中有“耶律”二字，但没有“萧”字。萧姓契丹人的契丹文墓志，以标记所出帐房来表明身份，而非萧姓:54。
契丹萧姓效仿兰陵萧氏，以兰陵郡为郡望。或直接自称“兰陵萧氏”:195—196。辽朝灭亡后，金元之时，耶律氏改称移剌氏，契丹萧姓改称石抹氏。明末，野人女真的舒穆禄氏即石抹氏。

## 历史
《辽史·外戚表》所记，“契丹外戚，其先曰二審密氏、曰拔里、曰乙室已。至遼太祖，娶述律氏。述律，本回鶻糯思之後。大同元年，太宗自汴將還，留外戚小漢為汴州節度使，賜姓名曰蕭翰，以從中國之俗，由是拔裏、乙室已、述律三族皆為蕭姓。拔裏二房，曰大父、小父；乙室已亦二房，曰大翁、小翁；世宗以舅氏塔列葛為國舅別部。三族世預北宰相之選，自太祖神冊二年命阿骨只始也。聖宗合拔裏、乙室已二國舅帳為一，與別部為二。此遼外戚之始末也。”
历代汉文文献中，契丹萧姓的起源大致可分为两种，一是，《文昌杂录》、《辽史·后妃传》、《契丹國志·族姓原始》等记，辽太祖耶律阿保机以耶律氏兼称刘氏，故以汉高祖、萧何之例，将皇后家族（外戚）拔里、乙室赐姓为萧氏。二是，《辽史·外戚表》所记，辽太宗时，原姓述律氏的外戚蕭翰赐姓萧氏:90。
当代现研究者蔡美彪根据胡嶠《陷虏记》及同时期墓志不见萧氏之名，遼景宗时《韩瑜墓志》才见萧氏的情况，认为汉译萧氏始于辽景宗朝、睿智皇后萧绰摄政时期。研究者推论，拔里氏出身的皇后萧绰在摄政时参用汉法改制，有了确立汉姓的需要:92。
据《辽史·外戚表》所记，一般认为辽太宗表兄弟、皇太后述律平的侄子蕭翰是辽朝皇后家族中，第一个以萧氏为姓的人。但与传统契丹皇后家族——审密的拔里氏、乙室已氏不同，述律平家族的出于回鹘述律氏。辽太宗时，皇太后述律平得势。丙戌年（即天显元年，926年），以皇太后述律平生父之族（拔里）、皇太后述律平生母前夫之族（乙室已）设置为国舅帐，使述律氏家族成为两大契丹皇后家族的联合。当代研究者推测，此时“萧”很可能不是作为姓氏出现，而是作为一种与“审密”近似，用来表达契丹后族群体的政治概念。随着契丹皇后家族发展和漢化加深，最终使萧姓成为契丹皇后家族姓氏:97—98。
学界对“审密”一词有不同解释。爱宕松男最先提出，“萧”即“审密”之异译。金朝时，将耶律氏、萧氏分别改“移剌”、“石抹”。有学者进一步推导“萧”、“审密”、“石抹”，有相似乎性。当代研究者吴翔宇认为，根据“移剌”、“石抹”是表达对契丹人的侮辱和歧视的说法，故“萧”与“石抹”非同音异译。无法仅凭发音相近来推断“萧”即是“审密”。契丹文墓志中，“审密”出现次数较少，并且从未出现在姓氏应在的位置上，通常出现在个人名之后。对墓志进行对比后，发现与人名连用时，“审密”的位置与“詳穩”、“将军”、“太师”等官称相同，但仅出现于后族成员人名之后。表明它是后族成员专属的身份符号:55—56。

## 述律氏
述律氏即回鹘人述律糯思的后裔，经过数代婚配完成“契丹化”:93。述律糯思五世孙女述律平生于契丹右大部，地在儀坤州，“本回鹘部牧地”:11。日后，述律平成为契丹首领、辽朝开国皇帝耶律阿保机的皇后。述律氏家族由此显贵:93，成为权势仅次辽朝皇族的家族:44。
述律平有同母异父兄弟萧室鲁、蕭敵魯，同母同父弟蕭阿古只等人。在她的主导下，辽太宗、辽世宗皇后即皆出于述律氏家族:93—94。即萧室鲁之女蕭溫为辽太宗皇后。蕭阿古只之女蕭撒葛只为辽世宗皇后。遼穆宗即位后，述律平未恢复太后之位，述律氏家族逐渐衰落:44。
蕭阿古只五世孙女蕭耨斤为辽圣宗妃嫔、辽兴宗生母。蕭耨斤在其子辽兴宗登基后，成为摄政皇太后，述律氏家族由此复起，对辽朝政局影响巨大。蕭耨斤逼死出身拔里氏、萧思温家族的辽圣宗皇后蕭菩薩哥，亦是述律氏与拔里氏竞争的延续:93。有研究者指出，学者以为辽朝历代萧姓皇后均出于述律氏家族，实是误解，需要考察清楚:45。
今辽宁省阜新市是契丹萧氏墓志出土的集中地，共有三大系，其一是蕭阿古只家族，其二是蕭阿古只六世孙萧德温家族，其三是萧慎微家族。因墓志残缺，萧慎微家族族系不详:196。

## 拔里氏
唐朝时，大贺氏契丹有八部联盟。联盟长为松漠都督，赐國姓李氏。在八部之外的孙氏部落与李氏通婚。武周时，松漠都督李尽忠与妻兄孙万荣起兵反叛失败，契丹归附突厥。唐玄宗时，大贺氏再度附唐。其后，可突于另立可汗，被唐军击溃，部落离散。乙室活部自编为乙室部和迭剌部，并重新集结大贺氏氏族，编为八部。乙室已部和孙氏后裔的拔里部，与乙室活部世代通婚，被称为二审密（孙）。遥辇氏契丹时期，二审密独立自存，不在遥辇氏八部之中:43。
辽朝时，拔里氏有大父、少父二房。拔里大父房即国舅大父房，《辽史》所记人物有蕭和尚、蕭特末兄弟，以及辽天祚帝文妃蕭瑟瑟:56。
拔里少父房即国舅少父房。驸马萧思温的“再从侄”蕭撻凜之子萧排押出于“国舅少父房”，可知萧思温家族出于此系:45。萧思温之女萧绰为辽景宗皇后，亦是辽朝建国后，第一位明确出身拔里氏的皇后。辽圣宗第二任皇后蕭菩薩哥、辽兴宗第一皇后蕭三蒨、辽道宗皇后蕭觀音:54、辽天祚帝皇后蕭奪里懶:56亦出自萧思温家族。

## 乙室已氏
乙室已氏，或写为乙室己氏，即国舅帐乙室已族:57（乙室已部）。乙室已部和拔里部（拔里氏）被称为二审密（孙），他们与大贺氏契丹、遥辇氏契丹世代通婚:43。契丹文墓志中，有“乙室已国舅帐大父房”、“乙室已国舅帐少父房”:58。

## 备注
1. ↑  萧绰之前的遼穆宗皇后萧氏，虽然研究者认为她绝非出于契丹萧姓中的述律氏，但因她的具体家系不明[4]:45，无法确定出于拔里氏、乙室已氏或其他。